# Ruud Jacobs

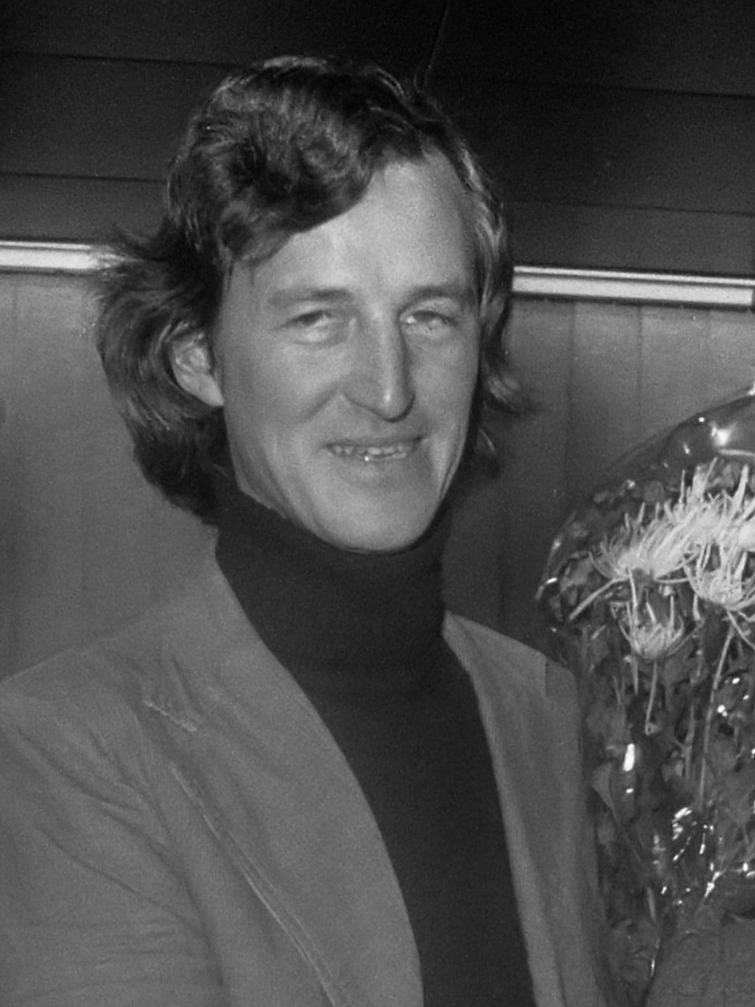
Ruud Jacobs (1975)

Ruud Jacobs (* 3. Mai 1938 in Hilversum; † 18. Juli 2019 in Nieuwkoop) war ein niederländischer Kontrabassist und Musikproduzent.

## Leben und Wirken
Jacobs stammte aus einer musikalischen Familie – sein Vater war Amateurpianist – und begann mit elf Jahren Blockflöte zu spielen, auf der er bald die Stücke von Charlie Parker spielte. Er wechselte dann auf das Altsaxophon und mit 15 Jahren auf den Kontrabass; er erhielt seine Ausbildung auf diesem Instrument bei Cees de Ligt, einem der Bassisten des Concertgebouw Orchesters. Er spielte dann ab 1955 Modern Jazz im Trio seines Bruders Pim Jacobs (mit dem Schlagzeuger Cees See). Das Trio spielte Aufnahmen mit Bud Shank und Bob Cooper ein, aber auch mit Tony Scott und Herbie Mann. 1957 war Ruud Jacobs Mitglied der International Youth Band von Marshall Brown, die 1958 auf dem Newport Jazz Festival mit Louis Armstrong auftrat. Mit Armstrong spielte er auch danach als Teil der Newport International Band während der Weltausstellung 1958 in Brüssel. 1957 bis 1960 wurde er im Leser-Poll der Zeitschrift Rhythme als bester Bassist gewählt.
Damals spielte er viel mit Rita Reys und Wessel Ilcken. Als Begleiter von Rita Reys trat er auf dem Jazzfestival von Antibes auf und trat weiterhin im Trio seines Bruders auf, wo mittlerweile der Gitarrist Wim Overgaauw an die Stelle des Schlagzeugers Cees See getreten war. Das Trio spielte in den 1960er-Jahren auf allen großen europäischen Jazzfestivals und begleitete auch viele amerikanische Gastsolisten. Für Tourneen und im Plattenstudio arbeitete Ruud Jacobs mit Musikern wie Johnny Griffin, Kenny Clarke, Bud Powell, Bill Evans, Clark Terry, Stan Getz, Sonny Rollins (Rollins in Holland: The 1967 Studio & Live Recordings), Gerry Mulligan, Art Farmer, Eddie Daniels, Tony Bennett und Sarah Vaughan zusammen. Kurze Zeit hatte er eine eigene Combo mit Albert Mangelsdorff, Dusko Goykovich und Bernt Rosengren, mit der er im Storyville in Frankfurt auftrat.
Ab den 1970er-Jahren arbeitete er als Plattenproduzent, zunächst für CBS, dann für Phonogram und Universal. Er produzierte Claus Ogerman, Thijs van Leer, Rita Reys, Toots Thielemans, Jan Akkerman, Jaap van Zweden und Laura Fygi ebenso wie André Rieu. Im Jazzbereich trat er wieder in einem Quintett mit Rita Reys und Ferdinand Povel auf, beispielsweise auf dem North Sea Jazz Festival. 
Jacobs war mit der Sängerin Liselore Gerritsen verheiratet und ist der Vater des Pianisten Jeroen Jacobs. Anlässlich seines 70. Geburtstags erhielt er im Amsterdamer Bimhuis den Orden von Oranien-Nassau.
Jacobs spielte auch Tenorsaxophon, Klarinette, Klavier.